# Associazione Calcio Trento 1974-1975
Questa voce raccoglie le informazioni riguardanti l'Associazione Calcio Trento nelle competizioni ufficiali della stagione 1974-1975.

## Rosa
| N. |                   | Ruolo | Calciatore       |
| -- | ----------------- | ----- | ---------------- |
|    | Italia (bandiera) | C     | Tullio Andreatta |
|    | Italia (bandiera) | A     | Lucio Bertogna   |
|    | Italia (bandiera) | P     | Giorgio Caliari  |
|    | Italia (bandiera) | C     | Renato Damonti   |
|    | Italia (bandiera) |       | Dell'Eva         |
|    | Italia (bandiera) | D     | Eliseo Fabbro    |
|    | Italia (bandiera) | C     | Aurelio Filippi  |
|    | Italia (bandiera) | D     | Sergio Gava      |
|    | Italia (bandiera) | D     | Virginio Jesse   |

| N. |                   | Ruolo | Calciatore          |
| -- | ----------------- | ----- | ------------------- |
|    | Italia (bandiera) | C     | Fabrizio Larini     |
|    | Italia (bandiera) | D     | Gianfranco Marchi   |
|    | Italia (bandiera) | A     | Paolo Mariani       |
|    | Italia (bandiera) | A     | Giancarlo Mongitore |
|    | Italia (bandiera) | D     | William Nicoloso    |
|    | Italia (bandiera) | A     | Mariano Perotti     |
|    | Italia (bandiera) | C     | Giovanni Sgarbossa  |
|    | Italia (bandiera) | P     | Walter Soncina      |
|    | Italia (bandiera) | A     | Giorgio Telch       |